# Val d'Arzino
La Val d'Arzino (Cjanâl dal Arzin in friulano) è una valle delle Prealpi Carniche, in provincia di Udine e Pordenone: attraversata dal torrente Arzino (da cui prende il nome), si estende longitudinalmente dalla valle di Preone al comune di Pinzano al Tagliamento e latitudinalmente dal paese di Vito d'Asio al paese di Forgaria nel Friuli, comprendendo i primi comuni toccati dal torrente, cioè Preone e in parte Verzegnis, nonché i comuni di Vito d'Asio, Forgaria nel Friuli e Pinzano al Tagliamento, comune nel quale, nei pressi della frazione Pontaiba, il torrente confluisce nel fiume Tagliamento. 

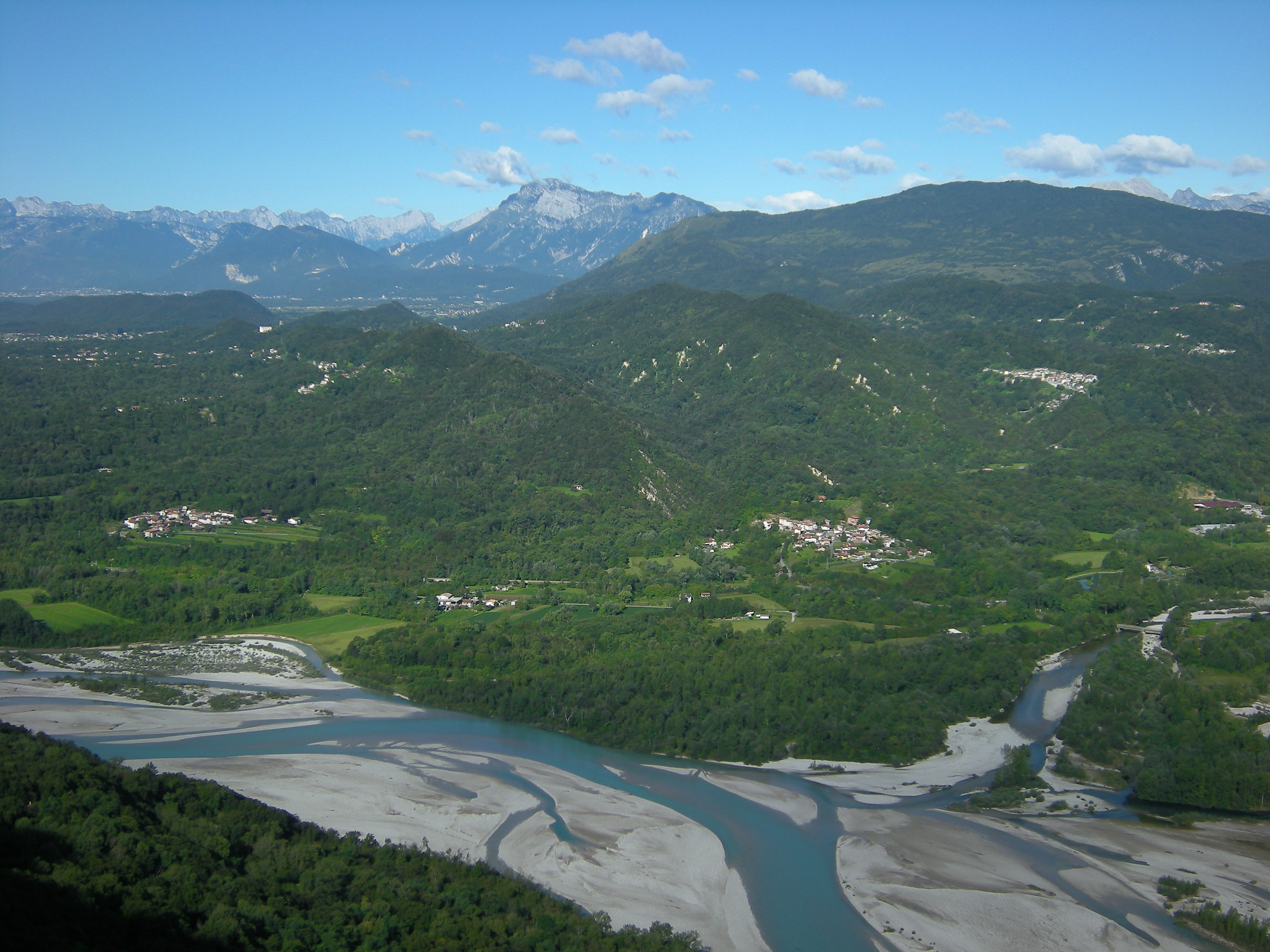
Le foci dell'Arzino nel Tagliamento presso Pinzano al Tagliamento

## Geografia

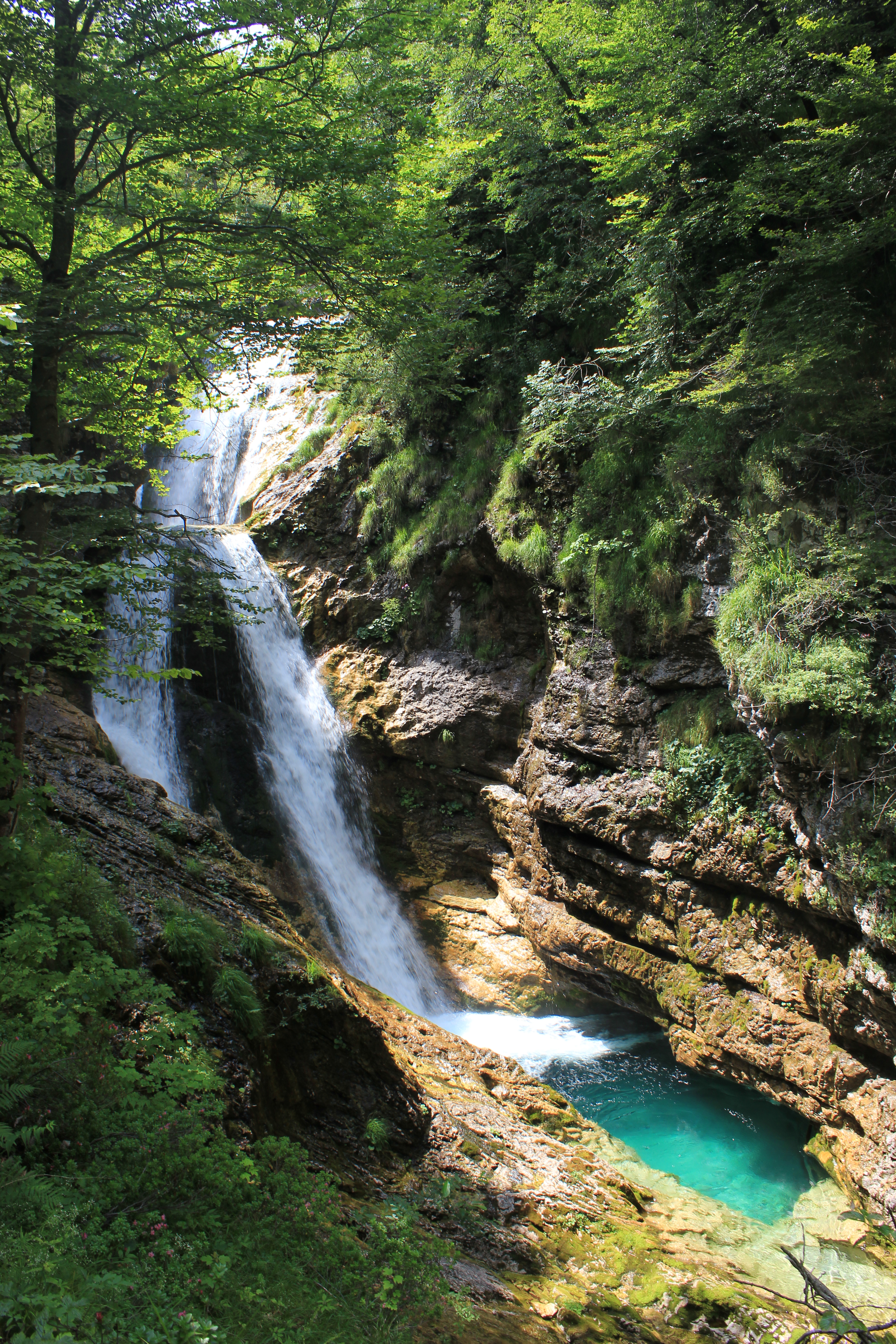
Cascate dell'Arzino

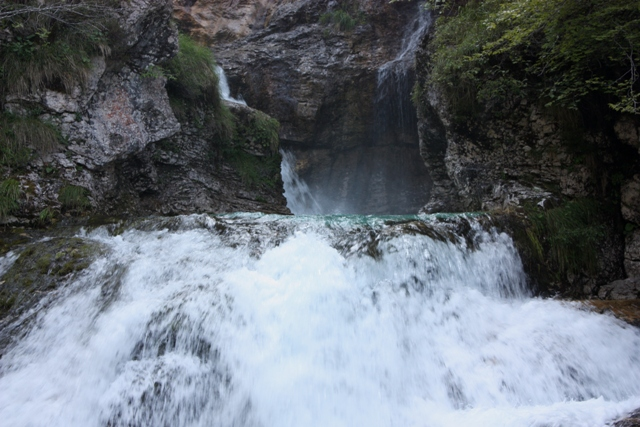
Cascate dell'Arzino

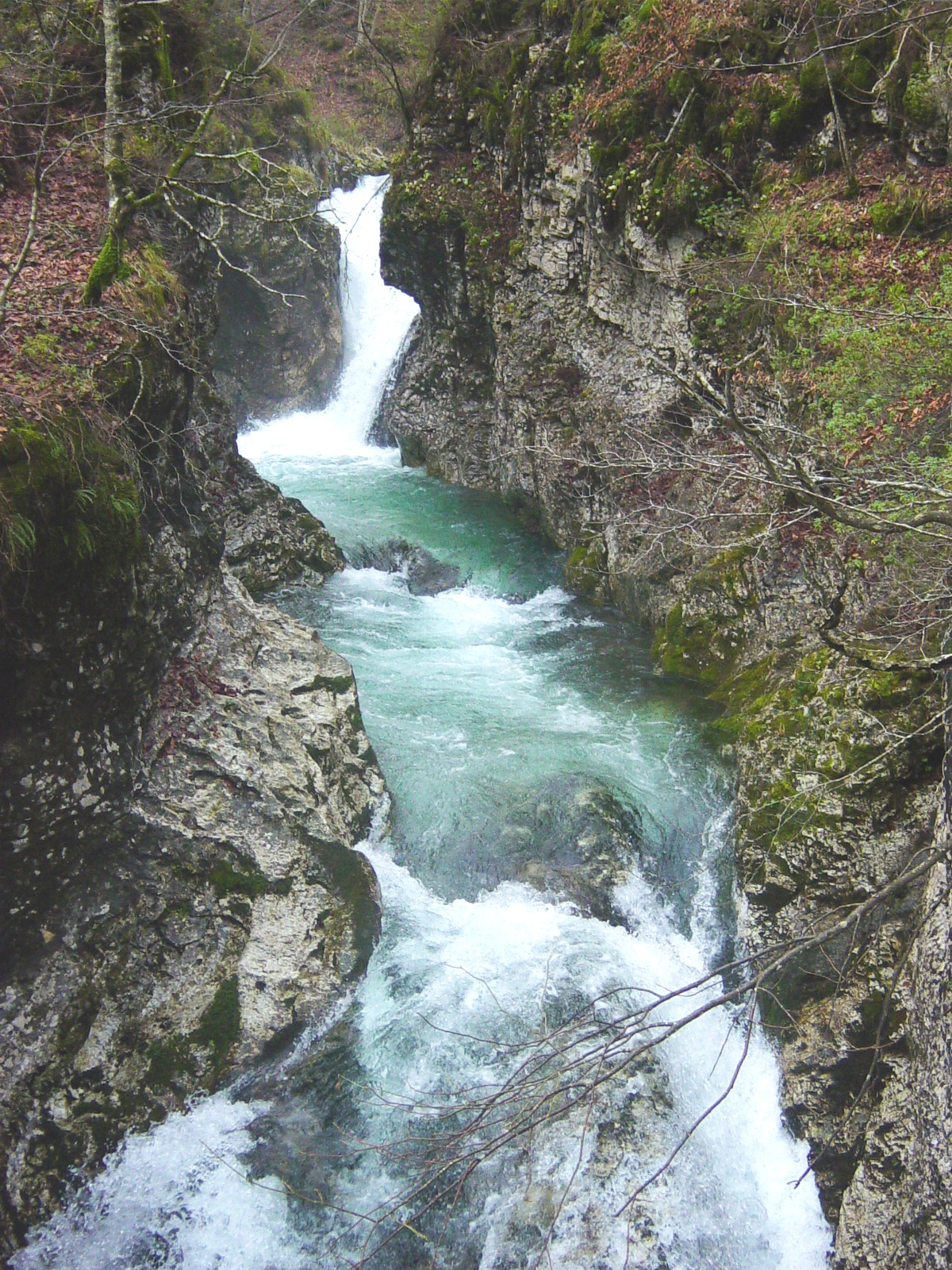
Cascate dell'Arzino

Le cascate dell'Arzino si trovano a pochi metri dalla sorgente, in prossimità di un brusco cambio di pendenza della valle.  I salti d'acqua, circondati da rigogliose faggete, si alternano ad ampie vasche di erosione e a profonde e verdissime pozze. Le cascate sono raggiungibili senza alcuna difficoltà percorrendo una breve e comoda stradina forestale, che prende il via all'inizio della Val di Preone.

## Infrastrutture e trasporti

### Trasporti
Strade principali:
- SP 1 della Val d'Arzino: provenendo da Spilimbergo attraversa Valeriano, Pinzano e prosegue verso nord in direzione Tolmezzo.
- SP 4 sandanielese: si distacca dalla SP 1 presso il capoluogo per raggiungere il ponte di Pinzano, da dove prosegue in provincia di Udine verso Ragogna e S. Daniele.

Stazioni in Val d'Arzino:
- Stazione di Pinzano
- Stazione di Forgaria-Bagni Anduins
- Stazione di Cornino

Altre stazioni limitrofe:
- Stazione di Gemona del Friuli
- Stazione di Maniago

Autolinee:
- ATAP S.p.A.: Autolinea "25" Spilimbergo - Pinzano - San Francesco
- SAF Autoservzi S.p.A.: Autolinea San Daniele del Friuli - Pinzano

### Altre infrastrutture
Ospedali e ambulatori medici:
- Anduins di Vito d'Asio: Unità sanitaria locale n.10 dello Spilimberghese e del Maniaghese - Servizio guardia medica
- Vito d'Asio: Ambulatorio medico
- Clauzetto: Ambulatorio medico
- Forgaria nel Friuli: Ambulatorio medico
- Pinzano al Tagliamento: Ambulatorio medico
- Valeriano (Pinzano al Tagliamento): Ambulatorio medico
- Spilimbergo: Ospedale civile e pronto soccorso

## Turismo
Le principali risorse turistiche della valle consistono nel patrimonio naturalistico, di particolare bellezza in tutti e tre i comuni e dal patrimonio storico. Per gli escursionisti vi sono percorsi a Vito d'Asio, ma anche nel comune di Pinzano al Tagliamento.
Mentre per i ciclisti, vi sono numerosi percorsi nel comune di Pinzano al Tagliamento presso il torrente Gercia e lungo la ferrovia Casarsa-Pinzano-Gemona del Friuli attualmente dismessa. Dal punto di vista storico sono da notare il castello del conte Ceconi a Vito d'Asio e il castello di Pinzano, nonché i numerosi siti storici sparsi in tutta la vallata. Ad Anduins, San Francesco, Pielungo, Forgaria e a Valeriano ( Pinzano al Tagliamento ) sono presenti luoghi d'alloggio per turisti o strutture ricettive.

### Balneazione
Il clima mite che si trova, in estate, nelle zone più a valle del torrente permette la balneazione prevalentemente nei comuni di Forgaria nel Friuli e Pinzano al Tagliamento, ma anche in numerose località di Vito d'Asio. Le località sono:
- Cerdevol Curnila (Vito d’Asio, frazione San Francesco)
- Pert ( Vito d’Asio frazione Pielungo)
- Flagogna (Forgaria nel Friuli)
- Pontaiba ( Pinzano al Tagliamento )
- Morius (San Francesco)
- Vallata (Vito d’Asio frazione Casiacco)

### Attrattive

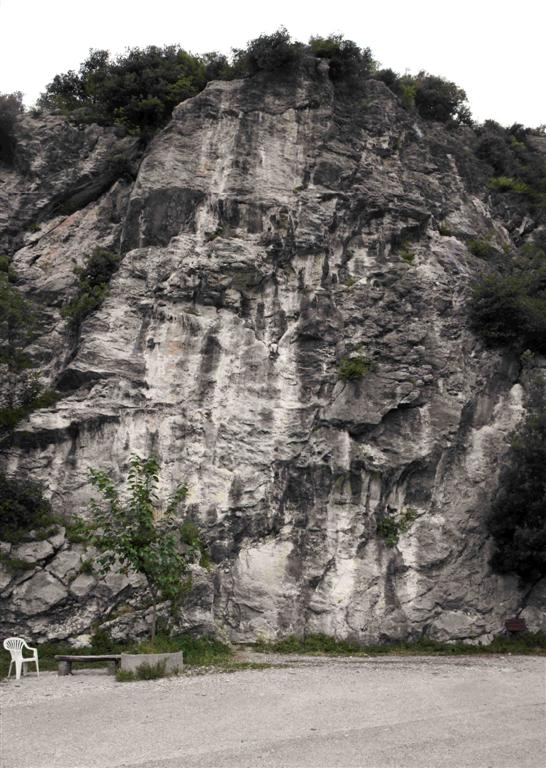
Falesia di Anduins

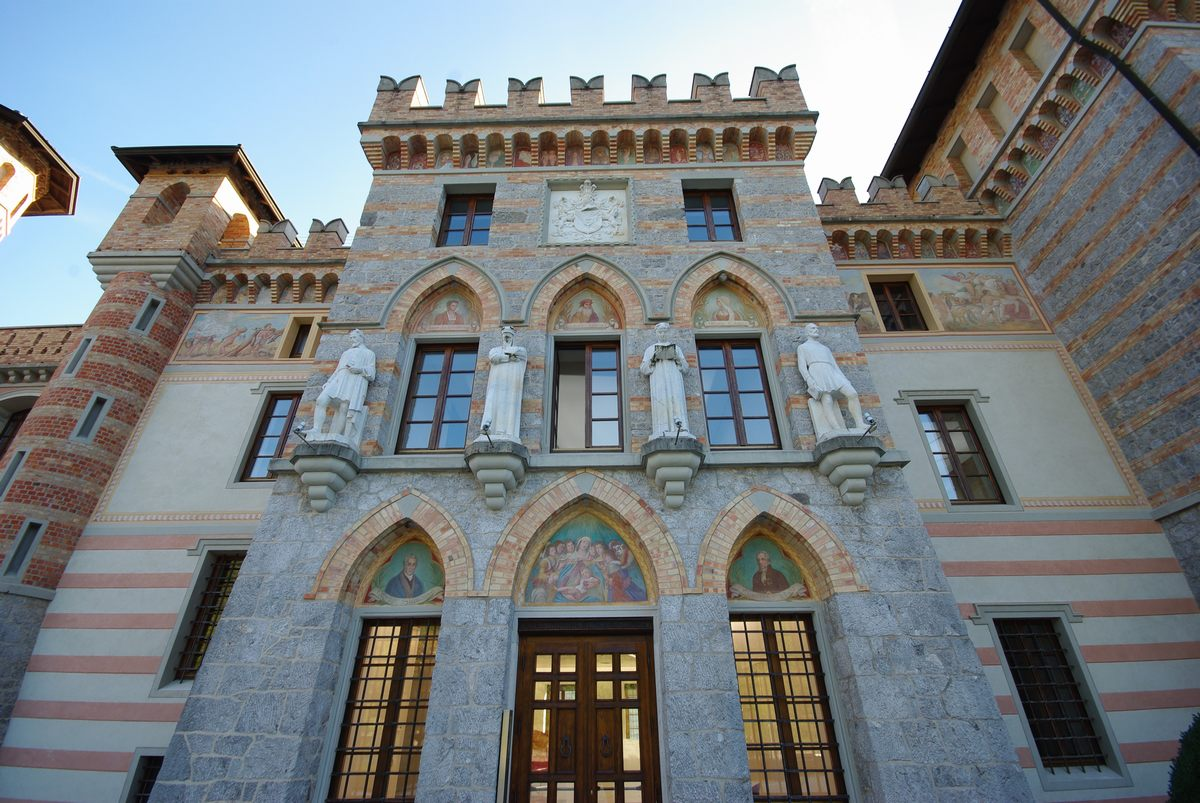
Castello Ceconi

- Monte Prat (Forgaria nel Friuli)
- Monte Corno
- Grotte verdi di Pradis
- Cascate dell'Arzino
- Castello Ceconi a Pielungo (Vito d'Asio)
- Castello di Pinzano al Tagliamento
- Castello di San Giovanni (Forgaria nel Friuli)
- Ossario germanico di Pinzano al Tagliamento
- Riserva naturale laghi di Cornino (Cornino)
- Parco archeologico Castel Raimondo (Forgaria nel Friuli)

### Pro Loco
In Val d'Arzino, per la sua vastità, troviamo numerose pro loco e associazioni:
- Pro Loco Valle d'Arzino - Anduins
- Pro Loco Forgaria nel Friuli
- SOMSI Pinzano al Tagliamento

## Gastronomia e prodotti tipici
I piatti tipici e i prodotti della valle, nonostante le influenze dovute alle dominazioni straniere, hanno sempre mantenuto le loro caratteristiche di semplicità e sobrietà, legate alla vita contadina di montagna. Il formaggio salato e la polenta sono gli ingredienti della cosiddetta balote, uno dei simboli della Val d'Arzino. Consiste in una palla di polenta riempita con del formaggio, cotta su braci e cenere. Spesso viene accompagnata da funghi e da erbe aromatiche tipiche della zona. Si trova inoltre la pitina, un piatto a base di carne di pecora affumicata con spezie, il formadi salât, formaggio molle reso sapido dalla marinatura in salamoia e il formadi frant, prodotto dalla fermentazione in vaso di formaggio fresco. Da notare è anche la produzione locale di miele nelle diverse qualità: di acacia, di castagno, ai millefiori di montagna o di melata di bosco. I vini di vitigni locali, che sono l'Ucelùt, lo Scjaglìn, il Forgiarìn o il Piculìt neri sono tipici della Val d'Arzino.